# 斎藤慎司
斎藤 慎司（さいとう しんじ、1989年6月29日 - ）は、日本の競技ヨーヨープレイヤー、パフォーマー。最も練習量が必要な両手でヨーヨーを使う2A部門で世界大会を9度、CB部門では4度優勝し合計13個と最も多くの世界タイトルを持つヨーヨープレイヤー。ヨーヨープレイヤーの中では1A部門の鈴木裕之に並んで最も人気・知名度が高い。また、Yomega社、YoYoFactory社から自身がモデル、デザインしたシグネチャーヨーヨーも発売されている。また、YoYoFactory Contest Team、Team Othersなどのエキスパートで構成されたチームにも参加し活動を行っている。

## 経歴
福島県出身。1998年3月頃からヨーヨーを始める。始めて間もなくハワイ州・ホノルルに本部をもつ、一流のテクニックを持つプロのヨーヨープレイヤーの集団であるTHPの日本支部であるTHP JPSのメンバーとして各地の大会に参戦し上位に入賞していた。
2001年、小学生でありながら大人も交じった全国大会で優勝を果たす。翌2002年には毎年アメリカで開催されている世界大会に初出場。ここでも優勝し、以後2003年〜2007年と2A部門で6連覇を達成する。
2008年は2位に終わったが、2009年、2011年と優勝を重ねていき現在8度目の優勝を果たしている。また、2006年から2009年まで世界大会に設置されていたCB部門では全4回に渡り優勝している。世界大会における実績があまりに圧倒的なためしばしば「怪物」「2Aの神」などと呼ばれる。畏敬の念を向けられる一方、ハイレベルなトリックを笑顔でこなす彼にファンは多い。

## 主な戦績

### 1A部門
| 大会/年      | 2004 |
| ------------ | ---- |
| JYCC全国大会 | 6    |

### 2A部門
| 大会/年            | 2001 | 2002 | 2003 | 2004 | 2005 | 2006 | 2007 | 2008 | 2009 | 2010 | 2011 |
| ------------------ | ---- | ---- | ---- | ---- | ---- | ---- | ---- | ---- | ---- | ---- | ---- |
| 世界大会           |      | 1    | 1    | 1    | 1    | 1    | 1    | 2    | 1    |      | 1    |
| アジア大会         |      |      |      |      |      |      |      |      |      | 1    | 1    |
| JYYF全国大会       |      |      |      |      |      |      |      |      | 1    |      |      |
| JYCC全国大会       |      |      | 5    | 4    |      |      |      |      |      |      |      |
| UTYJ全国大会       |      | 3    |      |      |      |      |      |      |      |      |      |
| JYYA全国大会       | 1    |      |      |      |      |      |      |      |      |      |      |
| JYCC東日本地区大会 |      |      | 3    | 1    |      |      |      |      |      |      |      |
| UTYJ東京地区大会   | 2    | 3    |      |      |      |      |      |      |      |      |      |

### CB部門
| 大会/年  | 2006 | 2007 | 2008 | 2009 |
| -------- | ---- | ---- | ---- | ---- |
| 世界大会 | 1    | 1    | 1    | 1    |

## エピソード
- 旧ハイパーヨーヨーオフィシャルサイトに掲載された1日のヨーヨーの練習時間はわずか15分である[1]。
- 2005年世界大会2A部門では大会始まって以来初の100点満点を記録した[2]。
- 2008年は世界大会2A部門を2位で終えたが、翌年優勝した。